# South Gippsland Highway
Der South Gippsland Highway ist eine Fernstraße im Süden des australischen Bundesstaates Victoria. Er verbindet den Princes Highway in Dandenong mit derselben Straße in Sale.

## Verlauf
Der South Gippsland Highway zweigt in Dandenong vom Princes Highway (ALT-1) nach Südosten ab. Anfangs besitzt er keine Nummer (nach manchen Quellen auch Staatsstraße 180 (S180) bis zum Westernport Highway), wird aber an der Kreuzung mit der Greens Road zur Staatsstraße 12 (S12). An der Pound Road verliert er diese Nummer wieder und ist bis zur Kreuzung mit dem Westernport Highway (M780) wieder nicht nummeriert. Ab dort erhält er die Nummer M420 und setzt seinen Weg nach Südosten bis zum Western Port und an dessen Nordostküste entlang fort. In diesem Bereich ist die Straße vierspurig ausgebaut und besitzt einen Mittelstreifen.
Ca. 3 km südlich von Lang Lang setzt er seinen Weg nach Südosten als A440 fort, während der Bass Highway (A420) nach Süden, entlang der Ostküste des Western Port weiterführt. Der South Gippsland Highway ist weiterhin vierspurig, jedoch ohne Mittelstreifen. Über Korumburra und Leongatha, wo der Bass Highway / Strzelecki Highway (B460) kreuzt, führt er weiter nach Foster am Corner Inland, von wo aus das Wilsons Promontory und sein Nationalpark erreichbar sind. In Foster biegt der South Gippsland Highway nach Osten ab und führt nach Alberton, wo er nach Norden abbiegt und bald danach Yarram erreicht.
Kurz nach Yarram mündet von Norden der Hyland Highway ein und der South Gippsland Highway setzt seinen Weg nach Nordosten, parallel zur Küste, fort. Er endet schließlich in Sale, wo er wieder auf den Princes Highway trifft.

## Straßennummerierung
- ( in Dandenong von der Lonsdale Street bis zur Kreuzung mit dem Westernport Highway)
- keine Nr. in Dandenong von der Lonsdale Street bis zur Greens Road
- in Dandenong von der Greens Road bis zur Pound Road
- keine Nr. in Dandenong von der Pound Road bis zur Kreuzung mit dem Westernport Highway
- von der Kreuzung mit dem Westernport Highway bis zum Abzweig des Bass Highway
- vom Abzweig des Bass Highway bis nach Sale

## Bedeutung
Der South Gippsland Highway verbindet Melbourne mit den südöstlich der Stadt gelegenen Touristenattraktionen, so etwa Phillip Island und Wilsons Promontory. Daneben ist sie eine wichtige Verbindung für die Farmer in diesem Gebiet, die nach Melbourne und zum Hafen der Stadt wollen.

## Wichtige Kreuzungen und Anschlüsse
| South Gippsland Highway () |                                             |                                    |                                                         |
| Anschlüsse Richtung Nordwesten | Entfernung nach Dandenong (km)              | Entfernung zum Phillip Island (km) | Anschlüsse Richtung Südosten                            |
| Ampelkreuzung (im Uhrzeigersinn von Highway aus) Lonsdale Street (Princes Highway) nach Dandenong und Melbourne Princes Highway nach Berwick und Warragul |                                             |                                    |                                                         |
| Ende South Gippsland Highway | 2                                           | 103                                | Beginn South Gippsland Highway                          |
| GIPPSLAND-EISENBAHNLINIE | 2,2                                         | 102,8                              | GIPPSLAND-EISENBAHNLINIE                                |
| zur Ringwood, Melbourne; Keysborough Bypass Dandenong | 2,7                                         | 102,3                              | zur Frankston, Portsea; Keysborough Bypass Dandenong    |
| Mordialloc Greens Road | 4                                           | 101                                | Mordialloc Greens Road                                  |
| Mordialloc Greens Road | 4                                           | 101                                | weiter als                                              |
| weiter als | 5                                           | 100                                | Hampton Park, Narre Warren Pound Road Pound Road West   |
| Hampton Park, Narre Warren Pound Road West Pound Road | 5                                           | 100                                | Hampton Park, Narre Warren Pound Road Pound Road West   |
| Anschlüsse Richtung Nordwesten | Entfernung nach Melbourne über Freeway (km) | Entfernung zum Phillip Island (km) | Anschlüsse Richtung Südosten                            |
| Melbourne South Gippsland Freeway | 41,9                                        | 99,1                               | Melbourne South Gippsland Freeway                       |
| Melbourne South Gippsland Freeway | 41,9                                        | 99,1                               | weiter als                                              |
| Hastings, Flinders Westernport Highway | 42                                          | 99                                 | Hasting, Flinders Westernport Highway                   |
| Carrum, Berwick Thompsons Road | 48                                          | 93                                 | Berwick, Carrum Thompsons Road                          |
| Cranbourne | 51                                          | 90                                 | Cranbourne                                              |
| Frankston, Berwick Cranbourne-Frankston Road | 51,5                                        | 89,5                               | Berwick, Frankston Cranbourne-Frankston Road            |
| Narre Warren, Belgrave, Lilydale Cameron Street | 52,5                                        | 88,5                               | Narre Warren Cameron Street                             |
| Clyde, Berwick Clyde-Five Ways Road | 57,7                                        | 83,3                               | Clyde Clyde-Five Ways Road                              |
| Cannons Creek Fisheries Road | 57,8                                        | 83,2                               | Pearcedale, Cannons Creek Fisheries Road                |
| Frankston, Hastings, Portsea Baxter-Tooradin Road | 62,5                                        | 78,5                               | Frankston, Hastings, Portsea Baxter-Tooradin Road       |
| Tooradin | 67                                          | 74                                 | Tooradin                                                |
| Cardinia Dalmore Road | 69                                          | 72                                 | Cardinia Dalmore Road                                   |
| Koo Wee Rup, Longwarry Rossiter Road | 74                                          | 67                                 | Koo Wee Rup, Pakenham, Longwarry Rossiter Road          |
| Anschlüsse Richtung Nordwesten | Entfernung nach Melbourne über Freeway (km) | Entfernung zum Phillip Island (km) | Anschlüsse Richtung Südosten                            |
| Koo Wee Rup, Pakenham, Healesville; Melbourne über Freeway Koo Wee Rup Road                                                                               | 76                                          | 64                                 | Koo Wee Rup, Pakenham Koo Wee Rup Road                  |
| kein Anschluss | 82                                          | 58                                 | Lang Lang McDonalds Track                               |
| Lang Lang, Drouin Westernport Road | 84                                          | 56                                 | Lang Lang, Drouin Westernport Road                      |
| weiter als | 86                                          | 54                                 | Phillip Island, Wonthaggi Bass Highway                  |
| Phillip Island, Wonthaggi Bass Highway | 86                                          | 54                                 | Phillip Island, Wonthaggi Bass Highway                  |
| Anschlüsse Richtung Nordwesten | Entfernung nach Melbourne (km)              | Entfernung nach Leongatha (km)     | Anschlüsse Richtung Südosten                            |
| Ende | 86                                          | 48                                 | Beginn                                                  |
| Nyora Lang Lang-Nyora Road | 98                                          | 36                                 | Nyora, Poowong Lang Lang-Nyora Road                     |
| Loch Main Road Poowong Loch-Poowong Road | 105                                         | 29                                 | Poowong Loch-Poowong Road Loch Main Road                |
| SOUTH-GIPPSLAND-TOURISTENEISENBAHNLINIE | 107                                         | 27                                 | SOUTH-GIPPSLAND-TOURISTEN-EISENBAHNLINIE                |
| SOUTH-GIPPSLAND-TOURISTENEISENBAHNLINIE | 114                                         | 20                                 | SOUTH-GIPPSLAND-TOURISTENEISENBAHNLINIE                 |
| Poowong, Warragul Warragul-Korumburra Road | 119                                         | 15                                 | Warragul Warragul-Korumburra Road                       |
| Wonthaggi Korumburra-Wonthaggi Road | 120                                         | 14                                 | Korumburra                                              |
| Korumburra | 120                                         | 14                                 | Wonthaggi, Inverloch Korumburra-Wonthaggi Road          |
| Mirboo North, Morwell Strzelecki Highway | 133,9                                       | 0,1                                | Mirboo North, Morwell Strzelecki Highway                |
| Inverloch, Wonthaggi, Phillip Island Bass Highway | 133,95                                      | 0,05                               | Inverloch, Wonthaggi Bass Highway                       |
| Leongatha | 134                                         | 0                                  | Leongatha                                               |
| Anschlüsse Richtung Westen | Entfernung nach Melbourne (km)              | Entfernung nach Yarram (km)        | Anschlüsse Richtung Osten                               |
| Dumbalk Ogilvy Street | 134,5                                       | 89,5                               | Dumbalk Ogilvy Street                                   |
| Dumbalk, Mirboo North Farmers Road | 151                                         | 73                                 | Meeniyan                                                |
| Meeniyan | 151                                         | 73                                 | Dumbalk, Mirboo North Farmers Road                      |
| Fish Creek, Wilsons Promontory Meeniyan-Promontory Road                                                                                                   | 151,5                                       | 72,5                               | Fish Creek, Wilsons Promontory Meeniyan-Promontory Road |
| Foster, Fish Creek, Wilsons Promontory Toora Road | 172                                         | 52                                 | Foster Toora Road                                       |
| Toora | 184                                         | 40                                 | Toora                                                   |
| Port Albert, Yarram-Port Albert Road | 194                                         | 30                                 | Welshpool                                               |
| Welshpool | 194                                         | 30                                 | Port Albert Yarram-Port Albert Road                     |
| Yarram | 224                                         | 0                                  | Yarram                                                  |
| Anschlüsse Richtung Süden | Entfernung nach Yarram (km)                 | Entfernung nach Sale (km)          | Anschlüsse Richtung Norden                              |
| Tarra Valley Tarra Valley Road | 0                                           | 71                                 | Tarra Valley Tarra Valley Road                          |
| Traralgon, Melbourne über Freeway Hyland Highway | 2                                           | 69                                 | Traralgon, Melbourne über Freeway Hyland Highway        |
| Carrajung, Traralgon Carrajung-Woodside Road | 18,5                                        | 52,5                               | Carrajung Carrajung-Woodside Road                       |
| Woodside Woodside Beach Road | 18,8                                        | 52,2                               | Woodside Woodside Beach Road                            |
| Seaspray Seaspray Road | 63,5                                        | 7,5                                | Seaspray Seaspray Road                                  |
| Loch Sport Longford-Loch Sport Road | 64,5                                        | 6,5                                | Loch Sport Longford-Loch Sport Road                     |
| Longford | 65                                          | 6                                  | Longford                                                |
| Rosedale Rosedale-Longford Road | 65,5                                        | 5,5                                | Rosedale Rosedale-Longford Road                         |
| Beginn South Gippsland Highway | 71                                          | 0                                  | Ende South Gippsland Highway                            |
| Kreisverkehr (im Uhrzeigersinn vom Highway) Princes Highway nach Traralgon und Melbourne Princes Highway nach Bairnsdale and Orbost Foster Street         |                                             |                                    |                                                         |